# Intralichen
Intralichen D. Hawksw. & M.S. Cole – rodzaj grzybów z gromady workowców (Ascomycota).

## Systematyka i nazewnictwo
Pozycja w klasyfikacji według Index Fungorum: Incertae sedis, Incertae sedis, Incertae sedis, Incertae sedis, Pezizomycotina, Ascomycota, Fungi.
Takson o bliżej nieokreślonej systematyce. Utworzyli go w 2002 r. David Leslie Hawksworth i Mariette S. Cole. Jako gatunek typowy podali Intralichen christiansenii (D. Hawksw.) D. Hawksw. & M.S. Cole 2002.
Gatunki występujące w Polsce:
- Intralichen christiansenii (D. Hawksw.) D. Hawksw. & M.S. Cole 2002
- Intralichen lichenum (Diederich) D. Hawksw. & M.S. Cole 2002

Nazwy naukowe na podstawie Index Fungorum. Wykaz gatunków według Wiesława Fałtynowicza (podane jako Bisporium).